# 電子視覺化顯示器
電子視覺化顯示器（英語：Electronic visual display），是一種顯示技術，讓電子訊號可以被視覺化，在如平板显示器等顯示器上輸出。常見的電子視覺化顯示器包括電視與電腦顯示器等。

## 分類

### 陰極射線管顯示器 (CRT)

#### 優點
- 高对比度
- 高响应速度
- 大尺寸
- 使用壽命長
- 色域寬、顏色響應準確，非常適合出版、繪圖等應用。

#### 缺點
- 體積大、重量大
- 某些CRT存在几何畸变现象
- 功耗較大
- 運作時會釋出少量X射線，有輻射。
- 長時間使用令人眼部不適，容易造成近視
- 含有鉛，丟棄后會嚴重污染環境
- 易受外來磁場干擾而出現色斑
- 假如長時間顯示同一畫面，該畫面會永久以殘影形式留在畫面。

### 液晶顯示器(LCD)

#### 優點
- 體積遠比CRT顯示器小
- 功耗低，較省電
- 發熱量低，不會令工作環境變得太熱

#### 缺點
- 顯示色域不夠寬，顏色重現不夠逼真
- 早期產品可視角度不夠廣
- 响应速度偏低，玩遊戲或播放影片時或出現殘影
- 假如長時間顯示同一畫面，該畫面會永久以殘影形式留在畫面。
- 长时间使用可能会产生永久性的亮点、暗点、坏点，无法修复。

### 電漿顯示器(PDP)

#### 優點
- 高对比度
- 高响应速度
- 體積小，重量轻
- 大尺寸
- 無液晶顯示器的傾視死角

#### 缺點
- 无法改变分辨率
- 只能做成大尺寸
- 功耗較大，普遍達100瓦特以上。
- 工作温度高
- 容易發現烙印現象